# Castelul Mocioni din Bulci
Castelul Mocioni din Bulci este un ansamblu de monumente istorice aflat pe teritoriul satului Bulci, comuna Bata, operă a arhitectului Mór Kallina.

Ansamblul este format din două monumente:
- Castelul Mocioni, azi sanatoriu TBC (cod LMI AR-II-m-B-00593.01)
- Parc (cod LMI AR-II-m-B-00593.02)